# Giretsu Kuteitai
Giretsu (義烈空挺隊, Giretsu Kūteitai, "Heróicos Paraquedistas") foi uma unidade de forças especiais transportada por via aérea do Exército Imperial Japonês formada por pára-quedistas do Exército, em novembro de 1944 como uma última tentativa de reduzir e atrasar os bombardeios aliados nas ilhas japonesas. A unidade das Forças Especiais Giretsu foi comandada pelo Tenente-General Michio Sugahara.

## História
Depois que bombardeiros estratégicos B-29 Superfortress da USAAF iniciaram ataques a Tóquio a partir de bases nas Ilhas Marianas, a 1ª Brigada Incursora do Teishin Shudan foi ordenada a formar uma unidade comando para uma missão de “operações especiais” para atacar e destruir os bombardeiros no Aeródromo  de Aslito em Saipan. O Capitão Michiro Okuyama, comandante da companhia de engenharia da Brigada, e treinado em sabotagem e demolição, foi selecionado como líder da missão, e ele selecionou mais 126 homens de sua própria equipe (1º Teishin-Dan do 1º Regimento, 4ª Companhia) para formar a primeira Unidade Aerotransportada Giretsu. Foi inicialmente organizado com uma companhia de comandos e cinco pelotões e um esquadrão independente, com base na academia aérea do exército em Saitama. A unidade do grupo também incluiu oito oficiais de inteligência e dois rádio-operadores da Escola Nakano.

## Táticas
As operações do Giretsu deveriam ser realizadas à noite, começando com ataques aéreos de bombardeiros. Depois disso, as unidades comando seriam inseridas no aeródromo alvo por pouso forçado de seus transportes. O fato de não haver previsão de extração da força de ataque, juntamente com a rejeição da rendição na doutrina militar japonesa da época, significava que as operações terrestres do Giretsu eram efetivamente ataques suicidas.

## Operações
O ataque contra as Ilhas Marianas estava programado para 24 de dezembro de 1944, mas foi cancelado depois que os ataques aéreos americanos danificaram os campos de pouso de reabastecimento planejados em Iwo Jima. Depois que o ataque das Marianas foi cancelado, foram feitos planos para atacar aeródromos em Iwo Jima capturados pelo Corpo de Fuzileiros Navais dos Estados Unidos em março, mas também foram cancelados quando a guarnição de Iwo Jima caiu.
Em 1º de abril, as forças americanas desembarcaram em Okinawa, e caças americanos baseados na costa oeste de Okinawa interceptaram e derrubaram muitas aeronaves kamikaze que atacavam a frota americana. Em meados de abril, o Sexto Exército Aéreo solicitou o destacamento das Forças Especiais Giretsu para neutralizar esses aeródromos, no que foi designada "Operação Gi-gou". Em 18 de maio, isso foi autorizado.

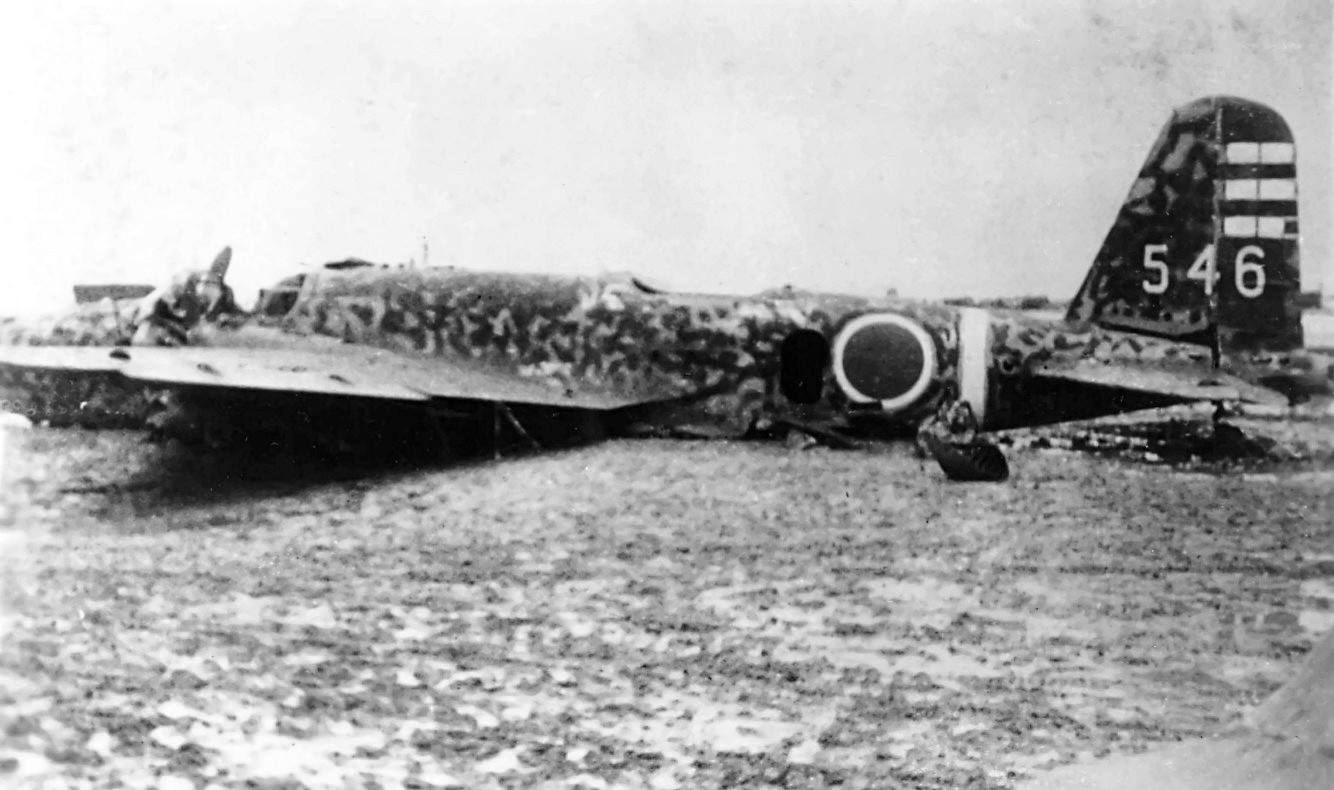
Ki-21-IIb do Daisan Dokuritsu Hikōtai no aeródromo de Yontan, 25 de maio de 1945.

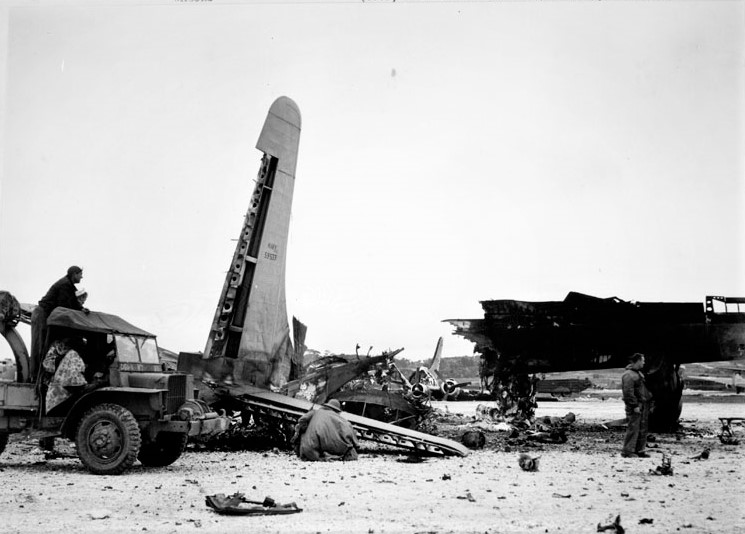
Aviões americanos destruídos após ataque ao aeródromo de Yontan.

Na noite de 24 de maio de 1945, 12 Ki-21-IIbs do Daisan Dokuritsu Hikōtai ("3º Esquadrão Independente": 32 tripulantes comandados pelo Capitão Chuichi Suwabe) foram despachados para um ataque, cada um com 14 comandos. Oito foram designados para atacar Yontan e quatro para Kadena. Quatro aeronaves abortaram a missão com problemas no motor e mais três foram abatidas; no entanto, cinco conseguiram aterrissar no aeródromo de Yontan durante a confusão causada por um ataque diversionário de cerca de 50 bombardeiros e caças da aviação do exército e naval.
Apenas um avião pousou com sucesso. Cerca de 10 incursores sobreviventes, armados com submetralhadoras e vários explosivos, causaram estragos nos suprimentos e aeronaves próximas, mataram dois militares americanos, destruíram 70,000 US gal (260,000 l) de combustível e nove aeronaves, e danificaram mais 29 aviões antes de serem quase aniquilados pelos defensores. Um membro do grupo de ataque sobreviveu e conseguiu atravessar o campo de batalha, chegando ao Quartel-General do Trigésimo Segundo Exército (Okinawa) por volta de 12 de junho.

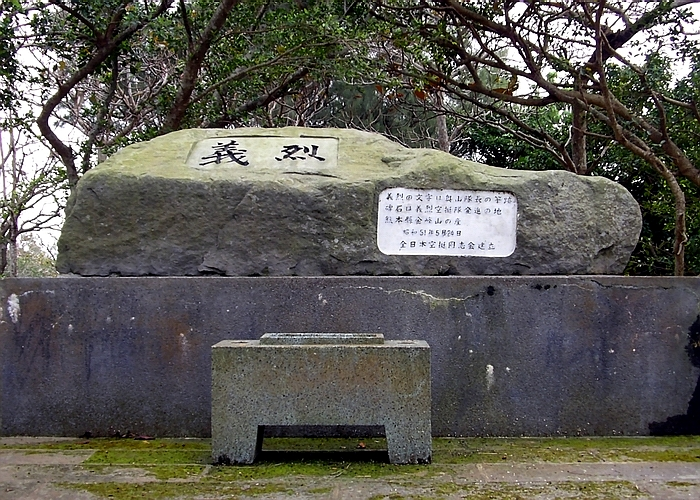
Memorial aos Comandos Giretsu em Itoman, Okinawa.

Um segundo ataque em larga escala a bases nas Marianas com a intenção específica de destruir bombardeiros B-29 Superfortress foi novamente planejado com 60 transportes e 900 comandos para as noites de 19 a 23 de agosto de 1945 (Operação Ken-gou). Em 15 de agosto, o Japão se rendeu e a operação foi cancelada.

## Uniformes e equipamentos
O pessoal Giretsu usava uniformes especiais de camuflagem feitos à mão e carregava equipamentos especiais. A maioria estava armada com submetralhadoras Tipo 100, fuzis Tipo 99, metralhadoras leves Tipo 99 e baionetas Tipo 30, morteiros portáteis Tipo 89, granadas tipo 99 e minas tipo 99, bem como pistolas Tipo 94 Nambu de 8 mm.